# Gerrit van Riet
Gerrit van Riet (Asten, 27 oktober 1776 - Deurne, 7 februari 1850) was een Nederlands burgemeester.
Gerrit van Riet werd in 1813 de tweede burgemeester van Deurne, in de tijd dat het burgemeestersambt nog volop in ontwikkeling was van de oude schoutsfunctie naar een burgemeester zoals we die kennen van ná de invoering van de gemeentewet. Hij bestuurde Deurne 37 jaar. Hij was tevens enige tijd burgemeester van Vlierden, waardoor beide gemeenten als het ware in een personele unie verenigd waren. Hij werd in Deurne opgevolgd door een katholiek, zoon van de man die Gerrit had opgevolgd.
Gerrit van Riet was tevens notaris te Deurne. Hij was getrouwd met de dochter van een militair uit Waldeck, en kreeg met haar negen kinderen. Zijn zonen Frederik W.A. en Carel Lodewijk van Riet werden eveneens notaris, evenals kleinzoon Karel Th.